# Näverloktjärnen
Näverloktjärnen är en sjö i Ragunda kommun i Jämtland och ingår i Indalsälvens huvudavrinningsområde. Sjön har en area på 0,091 kvadratkilometer och ligger 247,4 meter över havet. Sjön avvattnas av vattendraget Långmyrbäcken.

## Delavrinningsområde
Näverloktjärnen ingår i det delavrinningsområde (701567-147676) som SMHI kallar för Mynnar i Midskogsselet. Medelhöjden är 321 meter över havet och ytan är 21,1 kvadratkilometer. Det finns inga avrinningsområden uppströms utan avrinningsområdet är högsta punkten. Långmyrbäcken som avvattnar avrinningsområdet har biflödesordning 2, vilket innebär att vattnet flödar genom totalt 2 vattendrag innan det når havet efter 169 kilometer. Avrinningsområdet består mestadels av skog (81 procent). Avrinningsområdet har 0,09 kvadratkilometer vattenytor vilket ger det en sjöprocent på 0,4 procent.